# Легницкий разгром. Возрождение
«Легницкий разгром. Возрождение» (пол. Klęska Legnicka – Odrodzenie) — картина польского художника Яна Матейко на исторический сюжет, созданная в 1888 году. Пятая по времени действия часть цикла «История цивилизации в Польше». Хранится в Национальном музее в Варшаве.

## Описание и судьба картины
Главная тема полотна — последствия монгольского вторжения в Польшу, которое произошло в 1241 году. Монголы разграбили всю южную часть страны, включая Краков, и разгромили поляков при Легнице, но потом повернули на юг, в Чехию. Страна осталась в запустении и много десятилетий после этого преодолевала последствия разгрома.
Изначально Матейко хотел назвать картину просто «После Легницкой битвы», но позже придумал менее однозначное название. Художник осознавал драматизм понесённого в 1241 году поражения и считал его заслуженной карой, после которой можно было искать спасение только в боге. Он изобразил поминальную службу во Вроцлавском соборе (в действительности разрушенном монголами), на которой, согласно его замыслу, собралась вся элита Польши той эпохи.
У алтаря лежат тела князя краковского и силезского Генриха Благочестивого и его двоюродного брата Болеслава (сына моравского маркграфа Депольта III), погибших в битве. Центральная фигура композиции — княгиня Ядвига Силезская, мать Генриха, распростёршаяся на полу в молитве. Справа стоят представители малопольской ветви Пястов: закрыл лицо рукой Болеслав V Стыдливый (впоследствии князь Кракова), перед ним на коленях его мать Гремислава и невеста Кунигунда Венгерская (последнюю Матейко изобразил взрослой вопреки реальной хронологии). Левее стоит Конрад Мазовецкий, явно погружённый в свои мысли, а не в молитву: для него легницкий разгром открывал новые возможности, и вскоре князь действительно занял Краков и стал на время самым могущественным из Пястов.